# Net 21 Radio
Net 21 Radio fue una emisora de radio, de carácter regional y autónoma con respecto a otras emisoras, activa entre los años 1998 y 2006 en Navarra (España). Propiedad de la empresa Medios de Comunicación 21 S.L. su sede y estudios centrales se encontraban en la calle Cortes de Navarra 7 de Pamplona. Su ámbito de difusión fue la Comunidad Foral de Navarra a través de la frecuencia 105.6 FM.
Desde enero de 2006, mientras se dirimían los recursos presentados ante la justicia por los concursos convocados por el Gobierno de Navarra para la asignación de frecuencias, la empresa propietaria firmó acuerdos para arrendar su señal con cadenas como Radio Intereconomía, Radio Marca o esRadio, manteniendo algunas horas de programación local. Finalmente, tras la resolución judicial definitiva en 2015, cesaron sus emisiones. 

## Historia

### Fundación
Medios de Comunicación 21 concurrió al concurso de licencias radiofónicas convocado por el Gobierno de Navarra en 1997. La empresa presentó un proyecto para crear una emisora generalista, de carácter regional, autónoma e independiente de otras cadenas de radio. La resolución del concurso otorgó las dos licencias de la demarcación de Pamplona a Net 21 Radio (105.6 FM) y a Radio Universidad de Navarra (89.3FM).

### Primera etapa: Net 21 Radio
Desde el inicio de sus emisiones en 1998 la programación de Net 21 Radio era íntegramente regional y abarcaba las 24 horas del día, de lunes a domingo, aunque los programas en directo comenzaban a las 7 de la mañana y se prolongaban hasta medianoche. Su director en esta primera etapa fue Ecequiel Barricart quien realizaba el programa matinal que tenía redifusión en las madrugadas. Otros espacios emblemáticos en esta etapa fueron "Pizo-Gol", programa deportivo nocturno dirigido por el exjugador de Osasuna Pizo Gómez, y las retransmisiones de los partidos de fútbol del Club Atlético Osasuna los fines de semana. A pesar de la consolidación de la marca y la parrilla puesta en marcha, pocas temporadas después se produce la salida de la dirección de Barricart.
En diciembre de 2005 la Sala de lo Contencioso-Administrativo del Tribunal Superior de Justicia de Navarra anuló la concesión de la licencia, en respuesta a la demanda presentada por Euskalerria Irratia, al estima que el director general de Telecomunicaciones, Ángel Sanz Barea, dejó de valorar y puntuar distintos aspectos como el carácter de la programación, el fomento de los valores culturales, históricos y sociales de la Comunidad foral, la viabilidad económica, la solvencia profesional o la viabilidad técnica. Ello motivó el despido de toda la plantilla y la finalización de las emisiones de la marca Net 21 Radio el 31 de enero de 2006.

### Segunda etapa: acuerdos con otras cadenas de radio
Posteriormente, también en 2006, el Gobierno de Navarra volvió a convocar un nuevo concurso para asignar las mismas frecuencias. El resultado fue el mismo al del concurso anterior: Net 21 Radio (105.6) y Radio Universidad de Navarra (89.3) obtuvieron licencia en detrimento de Euskalerria Irratia que volvió a impugnar la resolución en los tribunales dado que fue una consultora externa, Doxa Consulting, la que realizó la baremación.
En ese momento Medios de Comunicación 21 firma un acuerdo con el Grupo Intereconomía para reemitir su señal, renombrándose la emisora como Net 21 Radio Intereconomía, reduciéndose significativamente las horas de programación realizadas desde Pamplona. Con posterioridad ese acuerdo se canceló y la empresa alcanzó acuerdos de arrendamiento con otros operadores radiofónicos como Radio Marca o, entre 2013 y 2014, con esRadio.

### Cese de emisiones
El Tribunal Superior de Justicia de Navarra en diciembre de 2009 volvió a fallar, en respuesta al proceso de adjudicación de 2006, a favor de Euskalerria Irratia. Indicó que el Gobierno de Navarra “incumplió” los mandatos judiciales anteriores y que carecía de potestad para encargar la labor de baremación a una empresa externa. El Tribunal Supremo, en 2013, se pronunció en los mismos términos que el TSJN. 
La mesa de contratación decidió el 1 de julio de 2015 conceder las dos licencias de la demarcación de Pamplona a Net 21 Radio y a Euskalerria Irratia. Posteriormente en enero de 2016 el Gobierno de Navarra revocó las licencias concedidas a Radio Universidad de Navarra (98.3), frecuencia que pasó a ser utilizada por Euskalerria Irratia, y a Net 21 Radio (105.6) que, al no acreditar en plazo las condiciones que fija la normativa foral sobre servicios de comunicación audiovisual, perdió la licencia que finalmente se declaró desierta. Pese a los anuncios que posteriormente se realizaron para destinar esa frecuencia a una emisora comunitaria sin ánimo de lucro hasta 2020 no se ha vuelto a convocar el concurso de adjudicación por parte del Gobierno de Navarra.